# Максимовка (Пономарьовський район)
Макси́мовка (рос. Максимовка) — село у складі Пономарьовського району Оренбурзької області, Росія.

## Населення
Населення — 301 особа (2010; 473 у 2002).
Національний склад (станом на 2002 рік):
- росіяни — 95 %

## Персоналії
Уродженцем села є Жуков Аверкій Кирилович (1895—1951) — радянський воєначальник, генерал-майор технічних військ.